# Meiomenia arenicola
Meiomenia arenicola är en blötdjursart som beskrevs av Luitfried von Salvini-Plawen 1985. Meiomenia arenicola ingår i släktet Meiomenia och familjen Meiomeniidae. Inga underarter finns listade i Catalogue of Life.